# Tine Baun
Tine Baun, nata Rasmussen (Hørsholm, 21 luglio 1979), è una giocatrice di badminton danese.

## Palmarès

### Mondiali
- 1 medaglia:
  - 1 bronzo (Parigi 2010 nel singolare)

### Europei
- 3 medaglie:
  - 2 ori (Manchester 2010 nel singolare; Karlskrona 2012 nel singolare)
  - 1 argento (Herning 2008 nel singolare)

### Europei a squadre
- 3 medaglie:
  - 2 ori (Almere 2008; Varsavia 2010)
  - 1 argento (Amsterdam 2012)

### Sudirman Cup
- 1 medaglia:
  - 1 argento (Qingdao 2011)